# Vado (raper)
Teeyon Winfree, bardziej znany jako Vado (ur. 13 marca 1985 w Nowym Jorku) – amerykański raper. Początkowo występował pod pseudonimem M.O.V.A.D.O, który później zmienił na V.A.D.O. Wraz z raperem Cam'ron założył grupę muzyczną U.N..
Razem z raperami Ace Hood, Wale, Meek Mill oraz Big Sean wystąpił gościnnie na kawałku DJ Khaled - "Future" z albumu We the Best Forever.

## Dyskografia

### Albumy
| Rok  | Album | Pozycja w notowaniu | Pozycja w notowaniu | Pozycja w notowaniu |
| Rok  | Album | U.S.                | U.S. R&B            | U.S. Rap            |
| ---- | --- | ------------------- | ------------------- | ------------------- |
| 2010 | Cam'ron & The U.N. Presents: "Heat In Here" Vol. 1 (z U.N.) - Wydany: 25 maja 2010 - Wytwórnia: Diplomat/Asylum Records | 146                 | 30                  | 16                  |
| 2011 | Gunz N' Butta (z Cam'ron) - Wydany: 19 kwietnia 2011 - Wytwórnia: Diplomat/E1 Music                                     | 78                  | –                   | –                   |

### Mixtape'y
- 2009: Boss of All Bosses (z Cam'ron)
- 2010: Boss of All Bosses 2 (z Cam'ron)
- 2010: Boss of All Bosses 2.5 (z Cam'ron)
- 2010: Slime Flu
- 2011: Boss of All Bosses 3 (z Cam'ron)
- Slime Flu 2

### Single
| Rok  | Tytuł                           | Pozycja w notowaniu | Pozycja w notowaniu | Pozycja w notowaniu | Album                     |
| Rok  | Tytuł                           | U.S. Hot 100        | U.S. R&B            | U.S. Rap            | Album                     |
| ---- | ------------------------------- | ------------------- | ------------------- | ------------------- | ------------------------- |
| 2010 | "Speaking in Tungs" (z Cam'ron) | –                   | 82                  | –                   | Slime Flu i Gunz N' Butta |